# 2012-es sakkvilágbajnokság
 Ez a cikk a sakkjátszmák algebrai lejegyzését alkalmazza.
A 2012-es sakkvilágbajnokság versenysorozata a világbajnokjelöltek versenyére kvalifikációt biztosító kontinentális és zónaversenyekből, a világkupa versenyből, a Grand Prix versenysorozatából állt. A világbajnokjelöltek versenyének győztese, az izraeli Borisz Gelfand vívta ki a jogot, hogy megmérkőzzön a világbajnoki címért a 2007 óta regnáló világbajnokkal, az indiai Visuvanádan Ánanddal.
A 2012. május 10–30. között Moszkvában megrendezett 12 játszmás világbajnoki döntő párosmérkőzés 6–6 arányú döntetlennel végződött, a rájátszást Ánand 2,5–1,5-re nyerte, így összesítésben 8,5–7,5 arányú győzelmet aratott, amellyel ismét megvédte világbajnoki címét.

## Előzmények
Visuvanádan Ánand 2007-ben szerezte meg a világbajnoki címet, miután megnyerte a körmérkőzéses világbajnoki döntőt. Címét a Vlagyimir Kramnyik elleni 2008-as párosmérkőzésen, valamint a Veszelin Topalov elleni 2010-es mérkőzésen egyaránt sikerrel védte meg.

### A zónaversenyek
A földrészek alapján négy főzónát, azon belül alzónákat jelöltek ki. Ennek megfelelően az 1. zónába Európa, a 2. zónába Amerika, a 3. zónába Ázsia és a 4. zónába Afrika tartozott. A zónaversenyek részletes eredményei a mark-weeks.com honlapon megtalálhatók.
1.0 zónaPlovdiv (Bulgária)
9. egyéni sakk-Európa-bajnokság
2008. április 20. – május 4. között Plovdivban, Bulgáriában rendezték a világkupában való részvételre történő kvalifikációs versenynek számító 9. egyéni sakk-Európa-bajnokságot. A győzelmet a holland színekben versenyző Szergej Tyivjakov szerezte meg, mögötte kilencen végeztek azonos pontszámmal a 2. helyen. A versenyen 23-an szereztek kvalifikációt.
1.0 zónaBudva (Montenegro)
10. egyéni sakk-Európa-bajnokság
2009. március 6–17. között a montenegrói Budvában rendezték a világkupában való részvételre történő kvalifikációs versenynek számító 10. egyéni sakk-Európa-bajnokságot. Az élen 11 versenyző végzett holtversenyben.
2.0 zónaBoca Raton (Florida)
Pán-amerikai kontinentális bajnokság (2008)
A 2008. november 2–7. között a floridai Boca Ratonban 63 indulóval rendezett pán-amerikai kontinentális bajnokságot Jaan Ehlvest nyerte Alexander Ivanov és Joshua Ed. Friedel előtt.
2.0 zónaSao Paolo (Brazília)
Az amerikai kontinens 2009. évi abszolút bajnoksága
A 2009. július 25. – augusztus 2. között SaoPaoloban 267 indulóval rendezték az amerikai kontinens 2009. évi abszolút bajnokságát. Az élen holtversenyben az amerikai Alexander Shabalov és a kubai Fidel Corrales Jiménez végzett. A négy további továbbjutó helyért rájátszásra került sor a 3–8. helyen holtversenyben végzett hat versenyző között, végül a brazil Gilberto Milos, az argentin Diego Flores, a perui Julio Granda Zuniga és a chilei Mauricio Flores Rios jutott tovább.
2.1 zónaSt. Louis (Missouri),
Az Amerikai Egyesült Államok bajnoksága
2009. május 7–17. között játszották St. Louisban az Amerikai Egyesült Államok sakkbajnokságát, amelyet Nakamura Hikaru nyert meg.
2.2. zónaGuelph (Kanada)
Kanada bajnoksága
A zónaversenynek is számító Kanada-bajnokságot 2006. augusztus 7–16. között rendezték Guelphben. A versenyt Jean Hebert nyerte.
2.3. zónaSan José (Costa Rica)
A 2009. június 18–24. között megrendezett versenyre az alzónák versenyein lehetett kvalifikációt szerezni. A 9 fordulós svájci rendszerű versenyen a kubai Lazaro Bruzon Batista és a venezuelai Eduardo Iturrizaga holtversenyben végzett az élen.
2.4. zónaRio de Janeiro (Brazília)
A 2009. június 8–18. között megrendezett versenyt a brazil Alexandr Fier nyerte.
2.5. zónaAsunción (Paraguay)
A 2009. június 10–18. között megrendezett versenyen az élen hármas holtverseny alakult ki. A két továbbjutó helyet a rájátszás után a chilei Ivan Morovic Fernandez és az uruguayi Andres Rodriguez Vila szerezte meg.
3.0 zónaSubic (Fülöp-szigetek)
Ázsia 8. kontinentális sakkbajnokságát 2009. május 13–23. között játszották a Fülöp-szigeteki Subicban. Az élen holtversenyben végzett két versenyző közül a győzelmet az indiai Ganguly Surya Shekhar szerezte meg.
3.1 zónaSana’a (Jemen)
A 2009. június 24–30. között rendezett zónaversenyen két katari versenyző, Mohamad Al-Modiahki és Mohamad Al Sayad végzett az élen.
3.2 zónaÚj-Delhi (India)
A 2009. augusztus 9–16. között rendezett zónaversenyt az indiai Jha Sriram nyerte.
3.3. zónaPhu Quoc (Vietnam)
A 2009. július 23–29. között rendezett zónaversenyt a Fülöp-szigeteki Laylo Darwin nyerte.
3.4. zónaTaskent (Üzbegisztán)
A 2009. június 17–25. között Taskentben rendezett zónaversenyen a tadzsik Farrukh Amonatov és az üzbég Anton Filippov végzett holtversenyben az első helyen.
3.5. zónaPeking (Kína)
A kínai zóna versenyére 2009. április 17–28. között került sor. A két továbbjutó helyet az élen holtversenyben végzett Csou Csien-csao és Vang Hao szerezte meg.
3.6. zónaGold Coast (Ausztrália)
Az óceániai zóna versenyét 2009. június 20–26. között rendezték meg. A győzelmet az ausztrál David Smerdon szerezte meg..
4.0 zónaTripoli (Líbia)
Afrika kontinensbajnoksága
Az afrikai kontinens bajnokságát 2009. augusztus 20–31. között rendezték a líbiai Tripoliban. A versenyről az első hat helyezett szerezhetett kvalifikációt a világkupára. A győztes az egyiptomi Amin Bassem lett.

### A világkupa
A 2009. november 20. – december 14. között az oroszországi Hanti-Manszijszkban 128 versenyző részvételével rendezett egyenes kieséses rendszerű világkupa versenyt az izraeli Borisz Gelfand nyerte, ezzel az eredményével bejutott a világbajnokjelöltek versenyének nyolcfős mezőnyébe.

### Grand Prix versenysorozat
A 2008–2009. évi Grand Prix versenysorozat hat versenyből állt, és a résztvevők legjobb három eredményét számították be a pontversenybe a végső helyezések megállapításakor. A versenysorozatot az összesítés után Levon Aronján nyerte Tejmur Radzsabov és Alekszandr Griscsuk előtt.

## A világbajnokjelöltek versenye
A világbajnokjelöltek versenyét az oroszországi Kazán városában rendezték 2011. május 5–25. között. A nyolc versenyző egyenes kieséses rendszerben négyjátszmás párosmérkőzéseket vívott. pontegyenlőség esetén két rapidjátszmára, további egyenlőség esetén két villámjátszmára került sor, majd ha az eredmény még mindig döntetlen volt, akkor a győztes személyét egy armageddonjáték döntötte el.

### A résztvevők
A világbajnokjelöltek versenyén való részvételtől a világranglistát vezető Magnus Carlsen a lebonyolítás általa nem megfelelőnek tartott módja miatt visszalépett, helyette Alekszandr Griscsuk játszhatott.
A kiemelés az Élő-pontszám alapján történt, kivéve az első helyet, amelyet egy korábbi megegyezés alapján az előző világbajnoki döntő vesztese kapott meg.
| Ssz | Kvalifikáció | Név                 | Ország                        | Élő-p. | Világranglista helyezés 2010. január | Világranglista helyezés 2011. május |
| --- | --- | ------------------- | ----------------------------- | ------ | ------------------------------------ | ----------------------------------- |
| 1   | a 2010-es sakkvilágbajnokság döntőjének vesztese                                                                              | Veszelin Topalov    | Bulgária                      | 2805   | 2                                    | 7                                   |
| n/a | A legmagasabb Élő-pontszámú versenyző (a 2009. július és 2010. január közötti átlag-Élő-pontszám alapján)                     | Magnus Carlsen      | Norvégia (visszalépett)       | 2810   | 1                                    | 2                                   |
| 2   | A következő legmagasabb Élő-ponttal rendelkező versenyző >(a 2009. július és 2010. január közötti átlag-Élő-pontszám alapján) | Vlagyimir Kramnyik  | Oroszország                   | 2788   | 4                                    | 4                                   |
| 3   | a 2008–2010-es FIDE Grand Prix győztese                                                                                       | Levon Aronján       | Örményország                  | 2781   | 5                                    | 3                                   |
| 4   | a 2009-es sakkvilágkupa győztese                                                                                              | Borisz Gelfand      | Izrael                        | 2761   | 6                                    | 16                                  |
| 5   | A versenyszervező szabadkártyása                                                                                              | Sahrijar Mamedjarov | Azerbajdzsán                  | 2741   | 11                                   | 9                                   |
| 6   | a 2008–2010-es FIDE Grand Prix harmadik helyezettje                                                                           | Alekszandr Griscsuk | Oroszország (Carlsen helyett) | 2736   | 15                                   | 12                                  |
| 7   | a 2008–2010-es FIDE Grand Prix második helyezettje                                                                            | Tejmur Radzsabov    | Azerbajdzsán                  | 2733   | 16                                   | 13                                  |
| 8   | a 2010-es sakkvilágbajnokság kihívó mérkőzésének vesztese                                                                     | Gata Kamsky         | Amerikai Egyesült Államok     | 2693   | 40                                   | 18                                  |

### Az eredmények
|  | Negyeddöntők        | Negyeddöntők |                     |                     | Elődöntők | Elődöntők |  |  | Döntő | Döntő |  |
|  |                     |              |                     |                     |           |           |  |  |       |       |  |
|  | Veszelin Topalov    | 1½           |                     |                     |           |           |  |  |       |       |  |
|  | Veszelin Topalov    | 1½           |                     |                     |           |           |  |  |       |       |  |
|  | Gata Kamsky         | 2½           |                     |                     |           |           |  |  |       |       |  |
|  | Gata Kamsky         | 2½           |                     | Gata Kamsky         | 2 (2)     |           |  |  |       |       |  |
|  |                     |              |                     | Gata Kamsky         | 2 (2)     |           |  |  |       |       |  |
|  |                     |              | Borisz Gelfand      | 2 (4)               |           |           |  |  |       |       |  |
|  | Borisz Gelfand      | 2½           | Borisz Gelfand      | 2 (4)               |           |           |  |  |       |       |  |
|  | Borisz Gelfand      | 2½           |                     |                     |           |           |  |  |       |       |  |
|  | Sahrijar Mamedjarov | 1½           |                     |                     |           |           |  |  |       |       |  |
|  | Sahrijar Mamedjarov | 1½           |                     | Borisz Gelfand      | 3½        |           |  |  |       |       |  |
|  |                     |              |                     |                     |           |           |  |  |       |       |  |
|  |                     |              | Alekszandr Griscsuk | 2½                  |           |           |  |  |       |       |  |
|  | Levon Aronján       | 2(1½)        | Alekszandr Griscsuk | 2½                  |           |           |  |  |       |       |  |
|  | Levon Aronján       | 2(1½)        |                     |                     |           |           |  |  |       |       |  |
|  | Alekszandr Griscsuk | 2(2½)        |                     |                     |           |           |  |  |       |       |  |
|  | Alekszandr Griscsuk | 2(2½)        |                     | Alekszandr Griscsuk | 2(3½)     |           |  |  |       |       |  |
|  |                     |              |                     | Alekszandr Griscsuk | 2(3½)     |           |  |  |       |       |  |
|  |                     |              | Vlagyimir Kramnik   | 2(2½)               |           |           |  |  |       |       |  |
|  | Vlagyimir Kramnyik  | 2(4½)        | Vlagyimir Kramnik   | 2(2½)               |           |           |  |  |       |       |  |
|  | Vlagyimir Kramnyik  | 2(4½)        |                     |                     |           |           |  |  |       |       |  |
|  | Teimour Radjabov    | 2(3½)        |                     |                     |           |           |  |  |       |       |  |

A világbajnokjelöltek versenyének győztese az izraeli Borisz Gelfand szerezte meg a jogot, hogy megmérkőzzön a világbajnoki címért az indiai Visuvanádan Ánanddal. A világbajnokjelölti torna összes játszmája megtalálható a Chessgames.com oldalon.

## A világbajnoki döntő
A 2012-es sakkvilágbajnokság 2012. május 10–30. között Moszkvában, a Tretyakov Galériában került megrendezésre. A mérkőzés díjalapja 2 550 000 amerikai dollár volt, amelynek 60%-a a győztest, 40%-a a vesztest illette.

### Egymás elleni eredményeik
A világbajnokság előtt 70 játszmát váltottak egymással. Ebből 35-őt klasszikus időbeosztás mellett. Először 1992-ben Moszkvábana világkupán találkoztak, az a játszmájuk döntetlen lett. 1992-ig Gelfand már négyszer legyőzte Ánandot, aki csak 1993-ban Linaresben tudott először győzni ellene. Ezt követően azonban (sok döntetlen mellett) Ánand még ötször legyőzte Gelfandot, míg ő csak egyszer tudott diadalmaskodni. Gelfand utoljára 19 évvel korábban 1993-ban győzött Ánand ellen, igaz Ánand is az utolsó győzelmét 2006-ban, hat évvel korábban aratta.
A rapid- és a villámjátszmák már egyértelmű Ánand fölényt mutattak: 8–1, illetve 3–0 volt az arány (a döntetleneket nem számítva) Ánand javára.
| Egymás elleni eredményeik | Egymás elleni eredményeik | Egymás elleni eredményeik | Egymás elleni eredményeik | Egymás elleni eredményeik | Egymás elleni eredményeik |
|                           |                           | Ánand                     | Döntetlen                 | Gelfand                   | Összesen                  |
| ------------------------- | ------------------------- | ------------------------- | ------------------------- | ------------------------- | ------------------------- |
| Klasszikus                | Ánand világossal          | 5                         | 10                        | 0                         | 15                        |
| Klasszikus                | Gelfand világossal        | 1                         | 14                        | 5                         | 20                        |
| Klasszikus                | Összesen                  | 6                         | 24                        | 5                         | 35                        |
| Rapid                     | Rapid                     | 8                         | 19                        | 1                         | 28                        |
| Villám                    | Villám                    | 3                         | 4                         | 0                         | 7                         |
| Összesen                  | Összesen                  | 17                        | 47                        | 6                         | 70                        |

### Formájuk
A világbajnoki döntő kezdetén Ánand a világranglista 4. helyén állt 2791 ponttal, míg Gelfand csak a 20. volt 2727 ponttal. Pályafutása során a legjobb helyezése a 6. volt 2010. januárban, de 2010. májustól kezdve csak a 10–20. közötti helyek valamelyikét érte el. Ánand ezzel szemben folyamatosan a legjobb 10 között szerepelt, többször is a ranglista élén állt, legutóbb 2011. március és július között.
Legutóbbi versenyein Ánand nem mutatott kiugró formát: 2011. szeptemberben Bilbaóban csak a 3–5. helyet szerezte meg a hat résztvevő között, novemberben csak a 6–7. helyen végzett a Mihail Tal-emlékversenyen, amelyen Gelfand mögötte a 8–9. helyet foglalta el, és a decemberi London Chess Classic versenyen is csak az 5–6. helyet érte el.
Gelfand a világkupaverseny megnyerése után 2011-ben csak a Mihail Tal-emlékversenyen indult, és 2012. januárban csak a 10–12. helyet szerezte meg a nagyon erős, 2755 átlag-Élő-pontszámú Tata Steel versenyen Wijk aan Zee-ban.

### A szekundánsok
Ánand ugyanazokkal a szekundánsokkal működött együtt, mint a 2008-as és a 2010-es világbajnokságokon: Peter Heine Nielsen, Rusztam Kaszimdzsanov, Surya Shekhar Ganguly és Radosław Wojtaszek segítették. Gelfand szekundánsai Alexander Huzman, Pavel Eljanov, és Maxim Rodshtein voltak.

### A mérkőzés szabályai
A mérkőzés 12 játszmásra volt tervezve. A győztes az, aki ezen belül előbb éri el a 6,5 pontot. Játszmánként 120 perc állt rendelkezésre 40 lépés megtételére, a 40. lépés után további 60 perc, a 60. lépés után további 15 perc többletidőt kaptak, illetve a 61. lépéstől kezdve lépésenként még 30 másodpercet írtak jóvá a játékosoknak.
A mérkőzés 6–6-os döntetlen eredménye esetén rájátszások következnek az alábbiak szerint:
- Először négy rapidjátszma, amelyben 25 percet és lépésenként 10 másodperc többletidőt kapnak;
- Ha az eredmény ekkor is döntetlen, akkor két villámjátszmára kerül sor; ha ez sem hoz döntést, akkor két-két (legfeljebb öt pár) villámjászmával folytatják.
- Ha az öt pár villámjátszma után is egyenlő az állás, akkor egy armageddonjáték dönt, amelyben világosnak 5 perc, sötétnek 4 perc áll rendelkezésére. A 61. lépéstől 3 másodperc többletidőt kapnak. Döntetlen esetén a sötét színnel játszót tekintik győztesnek.[29]

### A mérkőzés lefolyása
A játszmák helyi idő szerint 15:00-kor kezdődtek.
| Játszma   | Dátum, Nap          | Anand | Gelfand | Állás                  |
| --------- | ------------------- | ----- | ------- | ---------------------- |
| 1         | Május 11, Péntek    | ½     | ½       | Döntetlen ½ – ½        |
| 2         | Május 12, Szombat   | ½     | ½       | Döntetlen 1 – 1        |
| 3         | Május 14, Hétfő     | ½     | ½       | Döntetlen 1½ – 1½      |
| 4         | Május 15, Kedd      | ½     | ½       | Döntetlen 2 – 2        |
| 5         | Május 17, Csütörtök | ½     | ½       | Döntetlen 2½ – 2½      |
| 6         | Május 18, Péntek    | ½     | ½       | Döntetlen 3 – 3        |
| 7         | Május 20, Vasárnap  | 0     | 1       | Gelfand előnyben 4 – 3 |
| 8         | Május 21, Hétfő     | 1     | 0       | Döntetlen 4 – 4        |
| 9         | Május 23, Szerda    | ½     | ½       | Döntetlen 4½ – 4½      |
| 10        | Május 24, Csütörtök | ½     | ½       | Döntetlen 5 – 5        |
| 11        | Május 26, Szombat   | ½     | ½       | Döntetlen 5½ – 5½      |
| 12        | Május 28, Hétfő     | ½     | ½       | Döntetlen 6 – 6        |
| Rájátszás | Május 30, Szerda    | 2½    | 1½      | Ánand győzött 8½ – 7½  |

### A rájátszás részletes eredményei
| Játszma | Forma | Anand | Gelfand | Állás                 |
| ------- | ----- | ----- | ------- | --------------------- |
| 13      | Rapid | ½     | ½       | Döntetlen ½ – ½       |
| 14      | Rapid | 1     | 0       | Ánand előnyben 1½ – ½ |
| 15      | Rapid | ½     | ½       | Ánand előnyben 2 – 1  |
| 16      | Rapid | ½     | ½       | Ánand győzött 2½ – 1½ |

## A döntő játszmái
1. játszma, Anand-Gelfand, ½–½
Grünfeld-védelem, modern csereváltozat (D85)
1. d4, Hf6 2. c4, g6 3. Hc3, d5 4. Hf3, Fg7 5. cxd5, Hxd5 6. e4, Hxc3 7. bxc3, c5 8. Fb5+, Hc6 9. d5, Va5 10. Rb1, a6 11. Bxc6+, bxc6 12. O-O, Vxa2 13. Rb2, Va5 14. d6!, Ba7 15. Fg5?!, exd6 16. Vxd6, Bd7 17. Vxc6, Vc7 18. Vxc7, Bxc7 19. Ff4, Bb7 20. Bc2, O-O 21. Fd6, Be8 22. Hd2, f5 23. f3, fxe4 24. Hxe4, Ff5 ½–½
2. játszma, Gelfand-Anand-, ½–½
Félszláv védelem, meráni változat (D45)
1. d4 d5 2. c4 c6 3. Hc3 Hf6 4. e3 e6 5. Hf3 a6 6. b3 Fb4 7. Fd2 Hbd7 8. Fd3 O-O 9. O-O Fd6 10. Rc1 e5 11. cxd5 cxd5 12. e4 dxe4 13. Hxe4 Hxe4 14. Fxe4 Hf6 15. dxe5 Hxe4 16. exd6 Vxd6 17. Fe3 Ff5 18. Vxd6 Hxd6 19. Hd4 Bfe8 20. Hxf5 Hxf5 21. Fc5 h5 22. Bfd1 Bac8 23. Kf1 f6 24. Fb4 Kh7 25. Bc5 1/2-1/2
3. játszma, Anand-Gelfand, ½–½
Neo-Grünfeld-védelem, Goglidze-támadás (D70)
1. d4 Hf6 2. c4 g6 3. f3 d5 4. cxd5 Hxd5 5. e4 Hb6 6. Hc3 Fg7 7. Fe3 O-O 8. Vd2 e5 9. d5 c6 10. h4 cxd5 11. exd5 H8d7 12. h5 Hf6 13. hxg6 fxg6 14. O-O-O Fd7 15. Kb1 Bc8 16. Ka1 e4 17. Fd4 Ha4 18. Hge2 Qa5 19. Hxe4 Vxd2 20. Hxf6+ Bxf6 21. Bxd2 Bf5 22. Fxg7 Kxg7 23. d6 Bfc5 24. Bd1 a5 25. Bh4 Bc2 26. b3 Hb2 27. Bb1 Hd3 28. Hd4 Bd2 29. Fxd3 Bxd3 30. Be1 Bd2 31. Kb1 Ff5+ 32. Hxf5+ gxf5 33. Be7+ Kg6 34. Bc7 Be8 35. Bh1 Bee2 36. d7 Bb2+ 37. Kc1 Bxa2 1/2-1/2
4. játszma, Gelfand-Anand-, ½–½
Félszláv védelem, meráni változat (D45)
1. d4 d5 2. c4 c6 3. Hc3 Hf6 4. e3 e6 5. Hf3 a6 6. b3 Fb4 7. Fd2 Hbd7 8. Bd3 O-O 9. O-O Fd6 10. Vc2 e5 11. cxd5 cxd5 12. e4 exd4 13. Hxd5 Hxd5 14. exd5 Hf6 15. h3 Fd7 16. Bad1 Be8 17. Hxd4 Bc8 18. Vb1 h6 19. Hf5 Fxf5 20. Fxf5 Bc5 21. Bfe1 Bxd5 22. Fc3 Bxe1+ 23. Bxe1 Fc5 24. Vc2 Fd4 25. Fxd4 Bxd4 26. Vc8 g6 27. Fg4 h5 28. Vxd8+ Bxd8 29. Ff3 b6 30. Bc1 Bd6 31. Kf1 a5 32. Ke2 Hd5 33. g3 He7 34. Fe4 Kg7 1/2-1/2
5. játszma, Anand-Gelfand, ½–½
Szicíliai védelem, Szvesnyikov-változat, (B33)
1. e4 c5 2. Hf3 Hc6 3. d4 cxd4 4. Hxd4 Hf6 5. Hc3 e5 6. Hdb5 d6 7. Fg5 a6 8. Ha3 b5 9. Hd5 Fe7 10. Fxf6 Fxf6 11. c4 b4 12. Hc2 O-O 13. g3 a5 14. Fg2 Fg5 15. O-O Fe6 16. Vd3 Fxd5 17. cxd5 Hb8 18. a3 Ha6 19. axb4 Hxb4 20. Hxb4 axb4 21. h4 Fh6 22. Fh3 Vb6 23. Fd7 b3 24. Fc6 Ba2 25. Bxa2 bxa2 26. Va3 Bb8 27. Vxa2
1/2-1/2
6. játszma, Gelfand-Anand, ½–½
Félszláv védelem, meráni változat, (D45)
1. d4 d5 2. c4 c6 3. Hc3 Hf6 4. e3 e6 5. Hf3 a6 6. Vc2 c5 7. cxd5 exd5 8. Fe2 Fe6 9. O-O Hc6 10. Bd1 cxd4 11. Hxd4 Hxd4 12. Bxd4 Fc5 13. Bd1 Ve7 14. Ff3 O-O 15. Hxd5 Fxd5 16. Fxd5 Hxd5 17. Bxd5 Bac8 18. Fd2 Fxe3 19. Fc3 Fb6 20. Vf5 Ve6 21. Vf3 f6 22. h4 Vc6 23. h5 Ffd8 24. Bxd8+ Bxd8 25. Vxc6 bxc6 26. Be1 Kf7 27. g4 Fd4 28. Bc1 Fxc3 29. Bxc3 Bd4 1/2-1/2
7. játszma, Gelfand-Anand, 1–0
Félszláv védelem, meráni változat, (D45)
1. d4 d5 2. c4 c6 3. Hc3 Hf6 4. e3 e6 5. Hf3 a6 6. c5 Hbd7 7. Vc2 b6 8. cxb6 Hxb6 9. Fd2 c5 10. Bc1 cxd4 11. exd4 Fd6 12. Fg5 O-O 13. Fd3 h6 14. Fh4 Fb7 15. O-O Vb8 16. Fg3 Bc8 17. Ve2 Fxg3 18. hxg3 Vd6 19. Bc2 Hbd7 20. Bfc1 Bab8 21. Ha4 He4 22. Bxc8+ Fxc8 23. Vc2 g5 24. Vc7 Vxc7 25. Bxc7 f6 26. Fxe4 dxe4 27. Hd2 f5 28. Hc4 Hf6 29. Hc5 Hd5 30. Ba7 Hb4 31. He5 Hc2 32. Hc6 Bxb2 33. Bc7 Bb1+ 34. Kh2 e3 35. Bxc8+ Kh7 36. Bc7+ Kh8 37. He5 e2 38. Hxe6 (38. – Bh1+ 39. Kxh1 e1=V+ 40. Kh2 után nincs védelem a Hg6, majd Bg7 matt ellen) 1-0
|    | |    |    |    |    |    |    |
|    | \| \| \| \| \| \| \| \| \| \| \| \| \| \| \| \| \| \| \| \| \| \| \| \| \| \| \| \| \| \| \| \| \| \| \| \| \| \| \| \| \| \| \| \| \| \| \| \| \| \| \| \| \| \| \| \| \| \| \| \| \| \| \| \| \| \| \| \| \| \| \| \| |    |    |    |    |    |    |
|    | |    |    |    |    |    |    |
| a8 | b8 | c8 | d8 | e8 | f8 | g8 | h8 |
| a7 | b7 | c7 | d7 | e7 | f7 | g7 | h7 |
| a6 | b6 | c6 | d6 | e6 | f6 | g6 | h6 |
| a5 | b5 | c5 | d5 | e5 | f5 | g5 | h5 |
| a4 | b4 | c4 | d4 | e4 | f4 | g4 | h4 |
| a3 | b3 | c3 | d3 | e3 | f3 | g3 | h3 |
| a2 | b2 | c2 | d2 | e2 | f2 | g2 | h2 |
| a1 | b1 | c1 | d1 | e1 | f1 | g1 | h1 |

| a8 | b8 | c8 | d8 | e8 | f8 | g8 | h8 |
| a7 | b7 | c7 | d7 | e7 | f7 | g7 | h7 |
| a6 | b6 | c6 | d6 | e6 | f6 | g6 | h6 |
| a5 | b5 | c5 | d5 | e5 | f5 | g5 | h5 |
| a4 | b4 | c4 | d4 | e4 | f4 | g4 | h4 |
| a3 | b3 | c3 | d3 | e3 | f3 | g3 | h3 |
| a2 | b2 | c2 | d2 | e2 | f2 | g2 | h2 |
| a1 | b1 | c1 | d1 | e1 | f1 | g1 | h1 |

8. játszma, Anand-Gelfand, 1–0
Indiai játék, Anti-Grünfeld, Aljechin-változat (D70)
Gelfand a súlyos hibának bizonyolú 14. lépése után a 17. lépésben feladni kényszerült a meccset, és ezzel elveszítette előnyét. Ez a legrövidebb eldöntött játszma (olyan, amelyik nem döntetlenre végződött) a sakkvilágbajnokságok történetében.
1. d4 Hf6 2. c4 g6 3. f3 c5 4. d5 d6 5. e4 Fg7 6. He2 0-0 7. Hec3 Hh5 8. Fg5 Ff6 9. Fxf6 exf6 10. Vd2 f5 11. exf5 Fxf5 12. g4 Be8+ 13. Kd1 Fxb1 14. Bxb1 Vf6?? 15. gxh5 Vxf3+ 16. Kc2 Vxh1 17. Vf2! 1–0
9. játszma, Gelfand-Anand, ½–½
Nimzoindiai védelem, Gligorics-rendszer (E54)
1.d4 Hf6 2.c4 e6 3.Hc3 Fb4 4.e3 O-O 5.Fd3 d5 6.Hf3 c5 7.O-O dxc4 8.Fxc4 cxd4 9.exd4 b6 10.Fg5 Fb7 11.Ve2 Hbd7 12.Bac1 Bc8 13.Fd3 Fxc3 14.bxc3 Vc7 15.c4 Fxf3 16.Vxf3 Bfe8 17.Bfd1 h6 18.Fh4 Vd6 19.c5 bxc5 20.dxc5 Bxc5 21.Fh7+ Kxh7 22.Bxd6 Bxc1+ 23.Bd1 Bec8 24.h3 He5 25.Ve2 Hg6 26.Fxf6 gxf6 27.Bxc1 Bxc1+ 28.Kh2 Bc7 29.Vb2 Kg7 30.a4 He7 31.a5 Hd5 32.a6 Kh7 33.Vd4 f5 34.f4 Bd7 35.Kg3 Kg6 36.Vh8 Hf6 37.Vb8 h5 38.Kh4 Kh6 39.Vb2 Kg6 40.Vc3 He4 41.Vc8 Hf6 42.Vb8 Be7 43.g4 hxg4 44.hxg4 fxg4 45.Ve5 Hg8 46.Vg5+ Kh7 47.Vxg4 f6 48.Vg2 Kh8 49.Ve4 Kg7 ½–½
10. játszma, Anand-Gelfand, ½–½
Szicíliai védelem, Nyezsmetgyinov–Rossolimo-támadás (B30)
1.e4 c5 2.Hf3 Hc6 3.Fb5 e6 4.Fxc6 bxc6 5.b3 e5 6.Hxe5 Ve7 7.Fb2 d6 8.Hc4 d5 9.He3 d4 10.Hc4 Vxe4+ 11.Ve2 Vxe2+ 12.Kxe2 Fe6 13.d3 Hf6 14.Hbd2 O-O-O 15.Bhe1 Fe7 16.Kf1 Bhe8 17.Fa3 Hd5 18.He4 Hb4 19.Be2 Fxc4 20.bxc4 f5 21.Fxb4 cxb4 22.Hd2 Fd6 23.Bxe8 Bxe8 24.Hb3 c5 25.a3 ½–½
11. játszma, Gelfand-Anand, ½–½
Nimzoindiai védelem, Gligorics-rendszer (E54)
1.d4 Hf6 2.c4 e6 3.Hc3 Fb4 4.e3 O-O 5.Fd3 d5 6.Hf3 c5 7.O-O dxc4 8.Fxc4 Fd7 9.a3 Fa5 10.Ve2 Fc6 11.Bd1 Fxc3 12.bxc3 Hbd7 13.Fd3 Va5 14.c4 cxd4 15.exd4 Vh5 16.Ff4 Bac8 17.He5 Vxe2 18.Fxe2 Hxe5 19.Fxe5 Bfd8 20.a4 He4 21.Bd3 f6 22.Ff4 Fe8 23.BF3 Bxd4 24.Fe3 Bd7 ½–½
12. játszma, Anand-Gelfand, ½–½
Szicíliai védelem, Nyezsmetgyinov–Rossolimo-támadás (B30)
1.e4 c5 2.Hf3 Hc6 3.Fb5 e6 4.Fxc6 bxc6 5.d3 He7 6.b3 d6 7.e5 Hg6 8.h4 Hxe5 9.Hxe5 dxe5 10.Hd2 c4 11.Hxc4 Fa6 12.Vf3 Vd5 13.Vxd5 cxd5 14.Hxe5 f6 15.Hf3 e5 16.O-O Kf7 17.c4 Fe7 18.Fe3 Fb7 19.cxd5 Fxd5 20.Bfc1 a5 21.Fc5 Bhd8 22.Fxe7 ½–½
13. játszma (rapid), Gelfand-Anand, ½–½
Félszláv védelem, Stoltz-változat, (D45)
1.d4 d5 2.c4 c6 3.Hc3 Hf6 4.e3 e6 5.Hf3 Hbd7 6.Vc2 Fd6 7.Fd3 O-O 8.O-O e5 9.cxd5 cxd5 10.e4 exd4 11.Hxd5 Hxd5 12.exd5 h6 13.b3 He5 14.Hxe5 Fxe5 15.Be1 Be8 16.Fb2 Fd7 17.Vd2 Vf6 18.g3 Bac8 19.a4 Vf3 20.Fe4 Vxb3 21.Beb1 Fxg3 22.Ba3 Vb6 23.Fxd4 Fxh2+ 24.Kxh2 Vd6+ 25.Bg3 Bxe4 26.Fxg7 Kh7 27.Bxb7 Bg8 28.Vxh6+ Vxh6+ 29.Fxh6 Bxg3 30.Kxg3 Fc8 31.Bc7 Kxh6 32.Bxc8 Bxa4 1/2-1/2
14. játszma (rapid), Anand-Gelfand, 1–0
Szicíliai védelem, Nyezsmetgyinov–Rossolimo-támadás (B30)
1.e4 c5 2.Hf3 Hc6 3.Fb5 e6 4.Fxc6 bxc6 5.b3 e5 6.Hxe5 Ve7 7.d4 d6 8.Hxc6 Vxe4+ 9.Ve2 Vxe2+ 10.Kxe2 Fb7 11.Ha5 Fxg2 12.Bg1 Fh3 13.dxc5 dxc5 14.Hc3 O-O-O 15.Ff4 Fd6 16.Fxd6 Bxd6 17.Bg5 Hf6 18.Bxc5+ Kb8 19.Hc4 Be8+ 20.He3 Hg4 21.Hd5 Hxe3 22.Hxe3 Fg4+ 23.f3 Fc8 24.Be1 Bh6 25.Bh1 Bhe6 26.Bc3 f5 27.Kd2 f4 28.Hd5 g5 29.Bd3 Be2+ 30.Kc1 Bf2 31.h4 Bee2 32.Bc3 Fb7 33.Bd1 gxh4 34.Hxf4 Be8 35.Bh1 Bc8 36.Bxc8+ Fxc8 37.Bxh4 Ff5 38.Bh5 Fxc2 39.Bb5+ Ka8 40.Hd5 a6 41.Ba5 Kb7 42.Hb4 Fg6 43.Hxa6 Bxf3 44.Hc5+ Kb6 45.b4 Bf4 46.a3 Bg4 47.Kd2 h5 48.Hd7+ Kb7 49.He5 Bg2+ 50.Kc3 Fe8 51.Hd3 h4 52.Be5 Fg6 53.Hf4 Bg3+ 54.Kd4 Fc2 55.Bh5 Bxa3 56.Bxh4 Bg3 57.Hd5 Bg5 58.b5 Ff5 59.Bh6 Fg4 60.Bf6 Bf5 61.Bb6+ Ka7 62.Bg6 Ff3 63.Bg7+ Kb8 64.Hc3 Fb7 65.Kc4 Ff3 66.Kb4 Fd5 67.Ha4 Bf7 68.Bg5 Ff3 69.Hc5 Kc7 70.Bg6 Kd8 71.Ka5 Bf5 72.He6+ Kc8 73.Hd4 Bf8 74.Hxf3 Bxf3 75.Kb6 Bb3 76.Bg8+ Kd7 77.Bb8 1-0
15. játszma (rapid), Gelfand-Anand, ½–½
Szláv védelem, Schallopp-védelem, (D12)
1.d4 d5 2.c4 c6 3.Hf3 Hf6 4.e3 Ff5 5.Hc3 e6 6.Hh4 Fg6 7.Hxg6 hxg6 8.Fd3 Hbd7 9.O-O Fd6 10.h3 O-O 11.Vc2 Ve7 12.Bd1 Bac8 13.c5 Fb8 14.f4 He8 15.b4 g5 16.Bb1 f5 17.b5 gxf4 18.exf4 Hef6 19.bxc6 bxc6 20.Fa6 Bc7 21.Fe3 He4 22.Bb2 g5 23.Bdb1 gxf4 24.Fxf4 e5 25.Fxe5 Hxe5 26.Bxb8 Hg6 27.Hxe4 fxe4 28.Vf2 Vg7 29.Kh2 Bf7 30.Vg3 Hf4 31.B8b3 Vxg3+ 32.Bxg3+ Kh7 33.Bd1 He6 34.Fe2 Bf2 35.Fg4 Hf4 36.Bb1 Bf7 37.Bb8 Bxa2 38.Bc8 e3 39.Bxe3 Bxg2+ 40.Kh1 Bd2 41.Bxc6 He6 42.Bf3 Bxf3 43.Fxf3 Hxd4 44.Bc7+ Kh6 45.Fxd5 Bc2 46.Fe4 Bc3 47.Kh2 Kg5 48. Bd7 Hf3+ 49.Fxf3 Bxf3 50.Bxa7 Bc3 51.Bc7 Kf5 52.c6 Ke6 53.h4 Kd6 54.Bc8 Ba3 55.Kg2 Be3 56.Kh2 Ba3 57.Kg2 Be3 58.h5 Be5 59.h6 Bh5 60.Bh8
Kxc6 61.Bh7 Kd6 62.Kg3 Ke6 63.Kg4 Bh1 1/2-1/2
16. játszma (rapid), Anand-Gelfand, ½–½
Szicíliai védelem, Canal-támadás (B51)
1.e4 c5 2.Hf3 d6 3.Fb5+ Hd7 4.d4 Hf6 5.e5 Va5+ 6.Hc3 He4 7.Fd2 Hxc3 8.Fxd7+ Fxd7 9.Fxc3 Va6 10.exd6 exd6 11.Ve2+ Vxe2+ 12.Kxe2 f6 13.b3 Fb5+ 14.Kd2 Fc6 15.Bad1 Kf7 16.Kc1 Fe7 17.d5 Fd7 18.Fb2 b5 19.Hd2 a5 20.Bhe1 Bhe8 21.Be3 f5 22.Bde1 g5 23.c4 b4 24.g3 Ff8 25.Bxe8 Fxe8 26.Hf3 Kg6 27.Be6+ Kh5 28.h3 Ff7 29.Bf6 Fg6 30.Be6 Be8 31.Ff6 g4 32.hxg4+ Kxg4 33.Hh2+ Kh3 34.Hf3 f4 35.gxf4 Kg4 36.Hg5 Ba8 37.Be3 Kf5 38.Fb2 a4 39.He6 Fh6 40.Bh3 Fxf4+ 41.Hxf4 Kxf4 42.Ff6 Ba7 43.Be3 Fe4 44.Fh4 axb3 45.Fg3+ Kf5 46.axb3 Ba1+ 47.Kd2 Ba2+ 48.Ke1 Ba6 49.f3 Fb1 50.Kd2 h5 51.Kc1 h4 52.Fxh4 Kf4 53.Fg5+ Kxg5 54.Kxb1 Kf4 55.Be6 Kxf3 56.Kb2 1/2-1/2

## Statisztika
| Versenyző         | Ország | ÉLŐ  | 1 | 2 | 3 | 4 | 5 | 6 | 7 | 8 | 9 | 10 | 11 | 12 | Pont | R1 | R2 | R3 | R4 | Összesen |
| ----------------- | ------ | ---- | - | - | - | - | - | - | - | - | - | -- | -- | -- | ---- | -- | -- | -- | -- | -------- |
| Visuvanádan Ánand | India  | 2791 | ½ | ½ | ½ | ½ | ½ | ½ | 0 | 1 | ½ | ½  | ½  | ½  | 6    | ½  | 1  | ½  | ½  | 8½       |
| Borisz Gelfand    | Izrael | 2727 | ½ | ½ | ½ | ½ | ½ | ½ | 1 | 0 | ½ | ½  | ½  | ½  | 6    | ½  | 0  | ½  | ½  | 7½       |